# Åke Sigrell
Åke Edvard Sigrell, född 1 november 1911 i Stockholm, död 27 februari 1993 i Solna, var en svensk fotbollsspelare.
Sigrell ingick i AIK:s mästarlag både 1932 och 1937.

## Statistik
Denna statistik gäller endast mål och matcher för AIK.
| Uppdaterad: 2021-05-19 | Uppdaterad: 2021-05-19 | Uppdaterad: 2021-05-19 |         | Ligastatisik | Ligastatisik |
| Säsong                 | Lag                    | Liga                   | Matcher | Mål          |              |
| ---------------------- | ---------------------- | ---------------------- | ------- | ------------ | ------------ |
| 1929/30                | AIK                    | Allsvenskan            | 4       | 1            |              |
| 1930/31                | AIK                    | Allsvenskan            | 9       | –            |              |
| 1931/32                | AIK                    | Allsvenskan            | 12      | 4            |              |
| 1932/33                | AIK                    | Allsvenskan            | 7       | 3            |              |
| 1933/34                | AIK                    | Allsvenskan            | 8       | 2            |              |
| 1934/35                | AIK                    | Allsvenskan            | 14      | 6            |              |
| 1935/36                | AIK                    | Allsvenskan            | 3       | 5            |              |
| 1936/37                | AIK                    | Allsvenskan            | 2       | 5            |              |
| 1937/38                | AIK                    | Allsvenskan            | 16      | 5            |              |
| 1938/39                | AIK                    | Allsvenskan            | 8       | 3            |              |
| Allsvenskan totalt     | Allsvenskan totalt     | Allsvenskan totalt     | 83      | 31           |              |